# Norges ishockeylandshold (damer)
Norges kvindelige ishockeyhold er kvindernes nationale ishockey hold i Norge. Holdet repræsenterer Norge ved International Ice Hockey Federation IIHF World Women's Championships og kontrolleres af Norges Ishockeyforbund. Norge vandt bronze ved EM i 1993 i Esbjerg, Danmark. Norge har 643 registrerede kvindelige spillere i 2014.

## Eksterne links
- Norges ishockeyforbunds offisielle nettsted